# Calao de Vieillot
Pour les articles homonymes, voir Vieillot.
Espèce
Statut de conservation UICN

 NT  : Quasi menacé
Statut CITES
Le Calao de Vieillot (Rhabdotorrhinus leucocephalus, anciennement Aceros leucocephalus) est une espèce d'oiseaux de la famille des Bucerotidae. Il ne se trouve que sur une île et deux îlots aux Philippines, aux forêts humides tropicales ou subtropicales. Il est aujourd'hui menacé par la perte de son habitat.
Son nom commémore son descripteur, l'ornithologue français Louis Jean Pierre Vieillot (1748-1831).

## Taxinomie
À la suite de l'étude phylogénique de Gonzalez et al. (2013), le Congrès ornithologique international (dans sa version 4.4, 2014) déplace cette espèce depuis le genre Aceros vers le genre Rhabdotorrhinus.
D'après le Congrès ornithologique international, c'est une espèce monotypique (non divisée en sous-espèces).